# Leander Club
Leander Club, fundado en 1818, es uno de los clubes de remo más antiguos del mundo. 

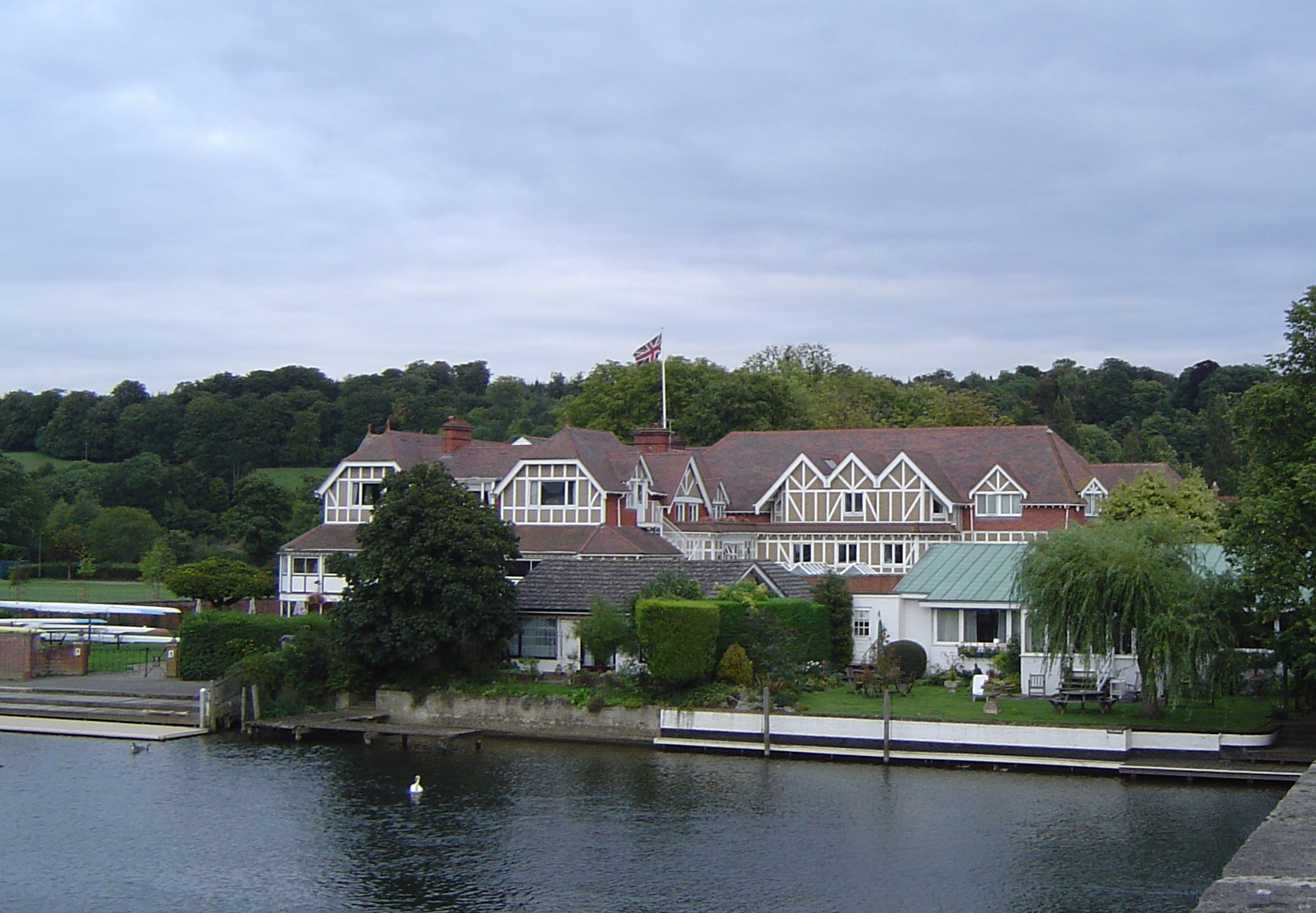
Leander Club en Remenham.

## Historia
Aunque desde 1987 el club tiene su sede en Remenham, Berkshire, cerca de Henley-on-Thames, Leander comenzó como un club de remo londinense en el Tideway. Formado por hombres que trabajaban en el Támesis, en 1831 Leander venció al equipo de Oxford, pero al perder ante Cambridge seis años más tarde, Lord Esher señaló que Leander era un club londinense formado por hombres que nunca habían pisado una universidad pero que eran reconocidos en toda Inglaterra, y posiblemente en el resto del mundo, como los mejores remeros vistos hasta la fecha. En 1858, el club comenzó a reclutar a remeros tanto de Oxford como de Canmbridge, y en 1875 venció en Henley Royal Regatta con un ocho con timonel compuesto por un remero de Oxford y siete de Cambridge, incluyendo el legendario John Goldie.
Solo admitió a mujeres como miembros a partir de 1998.
Leander es uno de los cinco clubes con derecho a nombrar representantes para el consejo británico del remo, British Rowing.
Miembros destacados incluyen a Steve Redgrave, Rebecca Romero y Hugh Laurie.